# Бузян Галина Миколаївна
Бузян Галина Миколаївна (17 лютого 1952, Богуслав) — історик, археолог. Заслужений працівник культури України.

## Життєпис
Закінчила історичний факультет Київського державного університету ім. Т. Г. Шевченка. Старший науковий співробітник Національного історико-етнографічного заповідника «Переяслав». Дослідник краєзнавства Переяславщини та архітектури даного регіону. Досліджувала пам'ятки трипільської культури на Подністров'ї та Побужжі (Жванець, Доброводи, Косенівка), на Лівобережжі Середнього Дніпра, де розвідала та дослідила групу поселень лукашівського типу в нижній течії р. Трубіж, зокрема поселення Крутуха-Жолоб поблизу м. Переяслава.
Автор і співавтор 44 наукових звітів за результатами археологічних досліджень, 100 наукових і науково-популярних праць.
З 1979 по 2016 рр. — завідувач Археологічного науково-дослідного відділу, згодом — науково-дослідного відділу «Археологічний музей».
Лауреат Премії імені Героя України Михайла Сікорського Національної спілки краєзнавців України (2018).